# Posesión Airport
Posesión Airport är en flygplats i Chile. Den ligger i den södra delen av landet, 2 100 km söder om huvudstaden Santiago de Chile. Posesión Airport ligger 104 meter över havet.
Terrängen runt Posesión Airport är platt. Havet är nära Posesión Airport åt sydväst. Trakten är glest befolkad. Det finns inga samhällen i närheten.